# 1959年の日本競馬
1959年の日本競馬（1959ねんのにほんけいば）では、1959年（昭和34年）の日本競馬界についてまとめる。馬齢は旧表記で統一する。
1958年の日本競馬 - 1959年の日本競馬 - 1960年の日本競馬

## できごと

### 1月 - 3月
- 1月14日 - 日本軽種馬協会役員会において、人工授精の廃止が決議される[1]。
- 2月10日 - 競走馬保健研究所が設立される[1]。
- 2月23日 - 渡米中のハクチカラがワシントンバースデーハンデキャップに優勝、日本馬として初のアメリカ競走勝ちを収める[1]。
- 2月28日 - 東京競馬場に救急車が配備される。3月28日からは阪神競馬場にも配備された[1]。
- 3月9日 - 伝貧として殺処分命令の出ていたクモワカに対して、処分の取り消しが通達される[1]。

### 4月 - 6月
- 4月5日 - 京都競馬場のスワンステークスが「皇太子殿下御成婚祝賀競走」として施行される。4月10日には中山競馬場のダイヤモンドステークスが同じく祝賀競走として施行された[1]。
- 4月14日 - 社団法人中央競馬振興会が設立される[1]。

### 7月 - 9月
- 9月5日 - 中央競馬が競走タイムの表示を、従来の1/5秒単位から1/10秒単位に改正する[1]。
- 9月26日 - 伊勢湾台風により中京競馬場が甚大な被害を受ける。被害総額概算は4,600万円。競馬場は12月25日に復旧した[1]。

### 10月 - 12月
- 10月1日 - オンワードゼアがアメリカ遠征のために横浜港を出港[1]。
- 10月6日 - 阪神競馬場のスタンド改築が竣工[1]。
- 11月29日 - 関西厩務員労組のストライキのため、第6回京都競馬8日は開催中止になる。スト交渉は12月4日に妥結した[2]。
- 12月1日 - 大阪府の大阪競馬場が廃止される[2]。
- 12月12日 - オーストラリアで行われた騎手国際競走の第2戦において、アカタラワ号に騎乗した日本の野平祐二騎手がカンタベリー競馬場のコースレコードで優勝[2]。
- 12月26日 - 競走馬保健研究所の新築工事が竣工[2]。
- 12月31日 - 池袋場外発売所が閉鎖され、西武鉄道に返還される[2]。

### その他
- 宮城県石巻競馬場、茨城県古河競馬場、福岡県福間競馬場が廃止される[2]。

## 競走成績

### 中央競馬の主な競走
- 第19回桜花賞（阪神競馬場・3月29日）優勝 : キヨタケ（騎手 : 蛯名武五郎）
- 第39回天皇賞（春）（京都競馬場・4月29日） 優勝 : トサオー（騎手 : 野平祐二）
- 第19回皐月賞（中山競馬場・4月19日）優勝 : ウイルデイール（騎手 : 渡辺正人）
- 第20回優駿牝馬（オークス）（東京競馬場・5月17日) 優勝 : オーカン（騎手 : 清田十一）
- 第26回東京優駿競走（日本ダービー）（東京競馬場・5月24日) 優勝 : コマツヒカリ（騎手 : 古山良司）
- 第20回菊花賞（京都競馬場・11月15日） 優勝 : ハククラマ（騎手 : 保田隆芳）
- 第40回天皇賞（秋）（東京競馬場・11月23日） 優勝 : ガーネツト（騎手 : 伊藤竹男）
- 第4回有馬記念（中山競馬場・12月20日） 優勝 : ガーネツト（騎手 : 伊藤竹男）

### 中央競馬・障害
- 第42回中山大障害（春）（中山競馬場・6月28日）優勝 : オータジマ（騎手 : 高屋次郎）
- 第43回中山大障害（秋）（中山競馬場・10月11日）優勝： ハルボー（騎手：本田昌雄）

## 表彰

### 啓衆社賞
- 年度代表馬・最優秀4歳牡馬 ウイルデイール
- 最優秀3歳牡馬 マツカゼオー
- 最優秀3歳牝馬 チドリ
- 最優秀4歳牝馬 オーカン
- 最優秀5歳以上牡馬 クリペロ
- 最優秀5歳以上牝馬 ガーネツト
- 最良スプリンター ハククラマ
- 最優秀障害馬 オータジマ
- 最優秀アラブ ダイマンゲツ

## 誕生
この年に生まれた競走馬は1962年のクラシック世代となる。

### 競走馬
- 2月20日 - ケンホウ
- 3月3日 - オーハヤブサ
- 3月17日 - アサマユリ
- 4月8日 - フジノオー
- 4月10日 - フエアーウイン
- 4月19日 - フォルティノ
- 4月21日 - トースト
- 5月3日 - ヒカルポーラ
- 5月9日 - ミスナンバイチバン
- 6月5日 - リユウフオーレル

### 人物
- 1月4日 - 本田優騎手、調教師（JRA）
- 1月4日 - 安藤光彰騎手（JRA）
- 1月15日 - 田原成貴騎手、調教師（JRA）
- 3月3日 - 萩原清調教師（JRA）
- 3月12日 - 森秀行調教師（JRA）
- 3月14日 - 川原正一騎手（兵庫）
- 3月15日 - 森安輝正騎手（JRA）
- 4月10日 - 栗田伸一騎手（JRA）
- 6月19日 - 相沢郁調教師（JRA）
- 7月17日 - 伊藤伸一調教師（JRA）
- 7月31日 - 大根田裕之調教師（JRA）
- 9月30日 - 丸山勝秀騎手（JRA）
- 10月27日 - 安達昭夫騎手、調教師（JRA）